# Henley-on-Thames
Henley-on-Thames – miasto w Wielkiej Brytanii. w Anglii w hrabstwie Oxfordshire, położone na północnym brzegu Tamizy, ok. 16 km na północny wschód od Reading. Znajduje się w południowo-wschodnim narożniku hrabstwa w pobliżu Berkshire i Buckinghamshire. Populacja miasta wynosi 10 646 mieszkańców.

## Historia
Pierwsza wzmianka o mieście pochodzi z roku 1179, a miasto uzyskało status handlowego w roku 1269, kiedy to otrzymało prawo organizowania targu w czwartki. Król Henryk VI przyznał prawo organizacji targu w Boże Ciało. 

## Nauka
Henley-on-Thames dało nazwę Henley Business School, wchodzącej w skład University of Reading.

## Regaty
W Henley odbywają się corocznie królewskie regaty letnie w wioślarstwie, rozegrane po raz pierwszy w roku 1839. Wyścigi odbywają się na prostym fragmencie rzeki. Również w Henley mają miejsce tradycyjne wielkanocne regaty uniwersyteckie Oksford – Cambridge o nazwie The Boat Race.

## Miasta partnerskie
- Falaise, Francja
- Leichlingen, Niemcy
- Boorama, Somalia